# Teun van Vliet
Teun van Vliet (Vlaardingen, Holanda del Sud, 22 de març de 1962) és un ciclista neerlandès, ja retirat, que fou professional entre 1984 i 1990. La seva millor temporada fou la de 1987, quan guanyà la Gant-Wevelgem, l'Omloop Het Volk i la Volta als Països Baixos. El 1988 va vestir el mallot groc del Tour de França durant tres etapes.
El 1990, amb tan sols 28 anys, hagué de posar punt-i-final a la seva carrera esportiva arran d'una malaltia intestinal crònica que va requerir una cirurgia. A la dècada del 2000 va sobreviure a dos tumors cerebrals. Una biografia, publicada el 2010 als Països Baixos, explica les seves desventures.

## Palmarès
- 1979
  -  Campió del món júnior en Puntuació
- 1982
  - 1r a la Volta a l'Empordà
- 1984
  - 1r al Circuit des Mines
  - Vencedor d'una etapa de la Volta a Bèlgica
  - Vencedor d'una etapa de la Volta als Països Baixos
- 1985
  - Vencedor d'una etapa de la Volta a Irlanda
- 1986
  - 1r al Gran Premi d'Isbergues
  - 1r a Groot-Ammers
  - 1r a la Liedekerkse Pijl
  - Vencedor d'una etapa de la Volta a Irlanda
  - Vencedor d'una etapa de la Coors Classic
- 1987
  - 1r a la Volta als Països Baixos i vencedor d'una etapa
  - 1r a la Gant-Wevelgem
  - 1r a l'Omloop Het Volk
  - 1r a la Profronde van Wateringen
  - Vencedor d'una etapa de la Tirrena-Adriàtica
  - Vencedor d'una etapa de la Volta a Suïssa
  - Vencedor d'una etapa de la Challenge Costa Brava

### Resultats al Tour de França
- 1985. Abandona (16a etapa)
- 1987. 84è de la classificació general
- 1988. Abandona (9a etapa).  Porta el mallot groc durant 3 etapes
- 1989. 124è de la classificació general

### Resultats al Giro d'Itàlia
- 1986. 79è de la classificació general
- 1988. 57è de la classificació general